# La Fille de Juan Simon
Pour plus de détails, voir Fiche technique et Distribution.
La Fille de Juan Simon (La hija de Juan Simón) est un film musical dramatique espagnol réalisé par Nemesio M. Sobrevila et José Luis Sáenz de Heredia et sorti en 1935. Il est basé sur la pièce musicale de même nom (es) de Sobrevila.
Une deuxième version cinématographique (en) de la pièce est sortie en 1957.

## Synopsis
Le jeune chanteur Angel tombe sous le charme de Carmen, la fille de l’entrepreneur de pompes funèbres local. Après rixe dans une taverne, Angel est accusé à tort de meurtre et se retrouve en prison. Carmen, qui est enceinte de lui, décide de s’enfuir par honte mais quelque temps plus tard, une femme se présente chez ses parents avec le nourrisson tout en les informant que leur fille est décédée en donnant naissance à l'enfant.

## Fiche technique
- Titre original : La hija de Juan Simón
- Titre français : La Fille de Juan Simon[2]
- Réalisation : Nemesio M. Sobrevila, José Luis Sáenz de Heredia
- Scénario : Nemesio M. Sobrevila, d'après la pièce de théâtre La hija de Juan Simón (es) de Nemesio M. Sobrevila
- Photographie : José María Beltrán
- Montage : Monique Lacombe
- Musique : Fernando Remacha
- Producteur : Luis Buñuel
- Pays de production : Espagne
- Langue originale : espagnol
- Format : noir et blanc
- Genre : drame
- Durée : 69 minutes
- Dates de sortie :
  - Espagne : 16 décembre 1935
  - France : 27 août 1937[2]

## Distribution
- Ángel Sampedro 'Angelillo' : Ángel
- Pilar Muñoz : Carmen
- Carmen Amaya : Soledad
- Manuel Arbó : Juan Simón
- Ena Sedeño : Angustias
- Porfiria Sanchíz : La Roja
- Fernando Freyre de Andrade : Dan Paco
- Emilio Portes : Don Severo
- Baby Daniels : Cupletista
- Julián Pérez Ávila : El Médico
- Pablo Hidalgo : Curro
- Palanca : Cantaor
- Emilia Iglesias : la mère d'Angel
- Cándida Losada : Trini
- Felisa Torres : Celes
- Rafaela Aparicio : Gregoria
- Luis Buñuel :
- Luisa Sala :